# کلاور هیل (مریلند)
کلاور هیل (به انگلیسی: Clover Hill) یک منطقهٔ مسکونی در ایالات متحده آمریکا است که در شهرستان فردریک، مریلند واقع شده‌است. کلاور هیل ۳٫۲ کیلومتر مربع مساحت و ۳٬۲۶۰ نفر جمعیت دارد و ۱۱۴ متر بالاتر از سطح دریا واقع شده‌است.